# Mont Tallac
Pour les articles homonymes, voir Tallac.
Le mont Tallac est un sommet situé au sud-est du lac Tahoe dans le comté d'El Dorado au cœur de la zone protégée de Desolation Wilderness en Californie. Il culmine à 2 967 mètres d'altitude. Il est particulièrement reconnaissable à sa « croix de neige », visible en hiver et au printemps.